# توني نيتو
أنطونيو غونزاغا نيتو، المعروف أكثر باسم توني نيتو، هو لاعب كرة قدم برازيلي سابق ومدرب.
درب عدة فرق في العالم العربي (منها الكويت، عُمان، قطر والسعودية) وكذلك في جنوب شرق آسيا (منها ماليزيا وإندونيسيا) خلال مسيرته التدريبية.
في ماليزيا، ربما كانت أبرز فتراته الناجحة مع نادي بيراك بين عامي 2002 و2005، حيث قاد الفريق لتحقيق لقبين في الدوري (الدوري الماليزي الممتاز، وهو النسخة السابقة من الدوري الماليزي الممتاز لكرة القدم) ولقبين في الكؤوس (كأس ماليزيا لكرة القدم ودرع ماليزيا الخيري). وشمل ذلك الفوز بأول لقب دوري لبيراك منذ 13 عامًا، في موسمه الأول مع الفريق عام 2002. تقديرًا لجهوده مع كرة القدم في بيراك، حصل على وسام بادوكا محكوتا بيراك من سلطان بيراك راجا عزلان شاه في عام 2005.
كما تولى تدريب نادي بيرسيبورا جايابورا مطلع عام 2006 بعد رحيله عن بيراك، ولكن عندما قدم بطل دوري إندونيسيا 2005 أسوأ بداية له في الدوري الإندونيسي الممتاز 2006 بخسارتين وتعادلين في أول أربع مباريات، تم الاستغناء عنه في فبراير 2006 مع مساعده يوساق سوسانتو. وفي وقت لاحق من نفس العام عاد إلى ماليزيا لفترة قصيرة مع نادي إم بي بي جيه إف سي الذي كان يعاني حينها.